# Rulevo, Iavoriv
Rulevo (în ucraineană Рулево) este un sat în comuna Ternovîțea din raionul Iavoriv, regiunea Liov, Ucraina.

## Demografie
Componența lingvistică a localității Rulevo
     Ucraineană (100%)
Conform recensământului din 2001, toată populația localității Rulevo era vorbitoare de ucraineană (100%).